# Branikald
Branikald var et russisk black metal-band bestående af Kaldrad Branislav (hvis navn bandnavnet er en sammensætning af) og trommeslageren 'Wizard'. Bandet var medlem af den såkaldte BlazeBirth Hall.

## Medlemmer
- Kaldrad Branislav
- Wizard – trommer

## Diskografi

### Demoer
- 1994: Stormheit
- 1995: To Kampf

### Studiealbum
- 1995: Varg Fjerne a Tornet
- 1996: Rdjandalir
- 1996: Kveldulv
- 1997: Av Vinterkald
- 1998: Life Betrayal to the Life Denial
- 1998: The Mead of Misanthropy
- 1999: Frost Vision
- 2000: The Strings of Inspiration Sing
- 2000: Rising up the Thing of the Winds
- 2000: Tingov Naslazhdajas Rasprej
- 2001: Triumf Voli

### Splitalbum
- 2004: Hammerkrieg (med Forest, Nitberg, Raven Dark og Rundagor)